# Municipio de Union (Dakota del Norte)
El municipio de Union (en inglés: Union Township) es un municipio ubicado en el condado de Grand Forks en el estado estadounidense de Dakota del Norte. En el año 2010 tenía una población de 194 habitantes y una densidad poblacional de 2,08 personas por km².

## Geografía
El municipio de Union se encuentra ubicado en las coordenadas 47°42′34″N 97°17′28″O / 47.70944, -97.29111. Según la Oficina del Censo de los Estados Unidos, el municipio tiene una superficie total de 93.12 km², de la cual 93,06 km² corresponden a tierra firme y (0,06 %) 0,05 km² es agua.

## Demografía
Según el censo de 2010, había 194 personas residiendo en el municipio de Union. La densidad de población era de 2,08 hab./km². De los 194 habitantes, el municipio de Union estaba compuesto por el 97,94 % blancos, el 0,52 % eran afroamericanos, el 0,52 % eran amerindios y el 1,03 % eran de una mezcla de razas. Del total de la población el 0 % eran hispanos o latinos de cualquier raza.